# Metanodiol
El Metanodiol, también conocido como hidrato de formaldehído o metilenglicol es un compuesto orgánico de fórmula CH2(OH)2. Es el diol geminal más simple y forma el segundo carbohidrato más simple después del formaldehído.
El metanodiol es el producto de la hidratación del formaldehído y predomina en solución acuosa: la constante de equilibrio es alrededor de 103 y en una solución 5% m/V de formaldehído en agua, el 80% está en forma de metanodiol. Se piensa que el dianión, metan-1,1-diolato, es un intermediario en la reacción de Canizzaro cruzada. 
El compuesto es de relativa importancia para la astroquímica.

## Seguridad
El metanodiol, más que el formaldehído, está enlistado como uno de los principales ingredientes del Alisado Brasileño, una fórmula para alaciar el cabello comercializada en los Estados Unidos. El equilibrio químico con el formaldehído ha causado controversia ya que este último presenta una amenaza para la salud, aunque el riesgo del metanodiol ha sido cuestionado.